# Chaumont (Alto Marne)
Chaumont é uma comuna francesa situada, capital do departamento do Alto Marne, na região de Grande Leste. Seus habitantes são chamados de Chaumontais e Chaumontaises.

## Geografia

### Localização
Localizada no planalto de Langres, Chaumont está no centro geográfico do Alto Marne, departamento predominantemente rural e localizado no sul da região Grande Leste.

### Hidrografia
Dois rios que cruzam a comuna : o Suize a oeste e o Marne a leste, ao lado do canal do Marne ao Saône.

### Vias de comunicação e transportes

#### Estradas
Vias de ligação rápida ligam a comuna a Nogent, Troyes, Saint-Dizier, Nancy, Reims, Besançon, Langres, Chalindrey, Dijon.

#### Vias ferroviárias
- Viaduto de Chaumont

Chaumont está localizada na Linha de Paris-Est a Mulhouse-Ville. O Corail Intercités liga a Estação de Chaumont a Paris em 2h 13, bem como um conjunto de cidades que estão relativamente próximas.

#### Aeródromo
O Aeródromo de Chaumont-Semoutiers (ICAO: LFJA) se situa a oeste da cidade, na comuna de Semoutiers.
O aeródromo de Chaumont-La Vendue (anteriormente LFSY) foi fechado em 1995.

#### Transporte público
A Rede CmonBus é a rede de transporte público do pays chaumontais.

## Toponímia
Atestada sob a forma Chalmunt em 1134. Calvus Mons em 1167.
A etimologia de Chaumont calvus mons significa o "Monte Calvo". O termo refere-se ao sítio sem árvores sobre o qual foi construída a primeira cidade no século X : um rochedo íngreme e uma terra de pasto estival que dominam os vales do Suize e do rio Marne fluindo a menos de 300 metros de altitude.
De acordo com Gérard Taverdet, o nome viria do pré-céltico calma {terreno baldio, altura}, e teria sido latinizado em calvus mons que se encontra com frequência na toponímia francesa.
Fazendo parte da região do Bassigny, a comuna também tinha o nome de Chaumont-en-Bassigny até 1971.

## História
A cidade é o resultado de uma fundação feudal em uma campanha povoada. O sítio é uma antiga residência carolíngia dos condes do país da Champanhe supervisionada por um castelo erguido na época otoniana. O poder dos condes de Champanhe, brilhando em toda a área, permite a escolha de seu domínio ou villa como eles se transformam em sua cidade boa. Chaumont tem assim início uma posição de política estratégica, mas também está sujeita aos caprichos das dinastias reinantes de Champanhe.

### Antigo
O território da atual cidade de Chaumont foi um dos Língones. As escavações arqueológicas realizadas no período de 1989 a 1992, na floresta da Corgebin ter revelado as bases de um pequeno fanum da superfície retangular, vários objetos e moedas cunhadas durante o reinado de Marco Aurélio.
Em áreas do arrabalde de Saint-Aignan e do novo Moinho de escavações descobriram as fundações de algumas vilas e fazendas galo-romanas nas bordas do Suize.
A colina de Saint-Roch também foi ocupada muito antes que o hermitage é construído : um acampamento militar romano teria sido colocada temporariamente neste site, os Anciãos nomeado para o lugar de "cidade velha".

### Idade Média
Chaumont não seria uma cidade muito antiga. De origem feudal, ela nasceu no século X. Geoffroy I de Chaumont é o fundador de acordo com Emile Jolibois. O senhorio de Chaumont possuía a fortaleza de Chaumont até 1190.
Primeiro de tudo, os camponeses e artesãos se estabeleceram nos arredores da cidade que estava sendo construída. Assim, os senhores decidiram criar duas capelas acompanhadas de seu cemitério : Buxereuilles e Saint-Aignan. Quase dois séculos depois, no século XII, a cidade está em dívida por causa das ações tomadas pelos senhores (construção de edifícios religiosos, cruzadas,...), se bem que ela foi cedida ao conde de Champanhe em 1205.
No século XIII, Chaumont conhece um período de prosperidade : o número de habitantes está em constante aumento (poderosos, artesãos, camponeses...), uma verdadeira cidade é criada durante este período, após a construção da igreja de Saint-Jean-Baptiste.
Teobaldo IV, conde de Champagne de 1201 a 1253, e rei de Navarra de 1234 a 1253, é atacado por Hugo IV, duque da Borgonha, mas ele se refugia em seu castelo fortificado (1229-1230).
A neta de Teobaldo IV, Joana de Champanhe esposa Filipe o Belo ainda filho mais velho do rei da França. Quando ele ascende ao trono da França, Chaumont está ampliando tanto em sua extensão quanto em suas fortificações. Foi em 1292 que Chaumont é reconhecida "capital" do país que o rodeia como um todo.
Chaumont sofre como todas as cidades da Guerra dos Cem Anos e da peste a partir de meados do século XIV.
Chaumont não seguiu Carlos o Temerário em sua luta contra o rei Luís XI.
No dia 8 de fevereiro, 1475, o papa Sisto IV instituiu por uma bula o Grande Perdão de Chaumont que concede em perpetuidade uma indulgência plenária para todos os que, a cada vez que o dia de São João Batista (24 de junho) cair em um domingo, visitassem a igreja colegiada, se confessassem e recebessem a comunhão.

### Renascimento e Tempos modernos

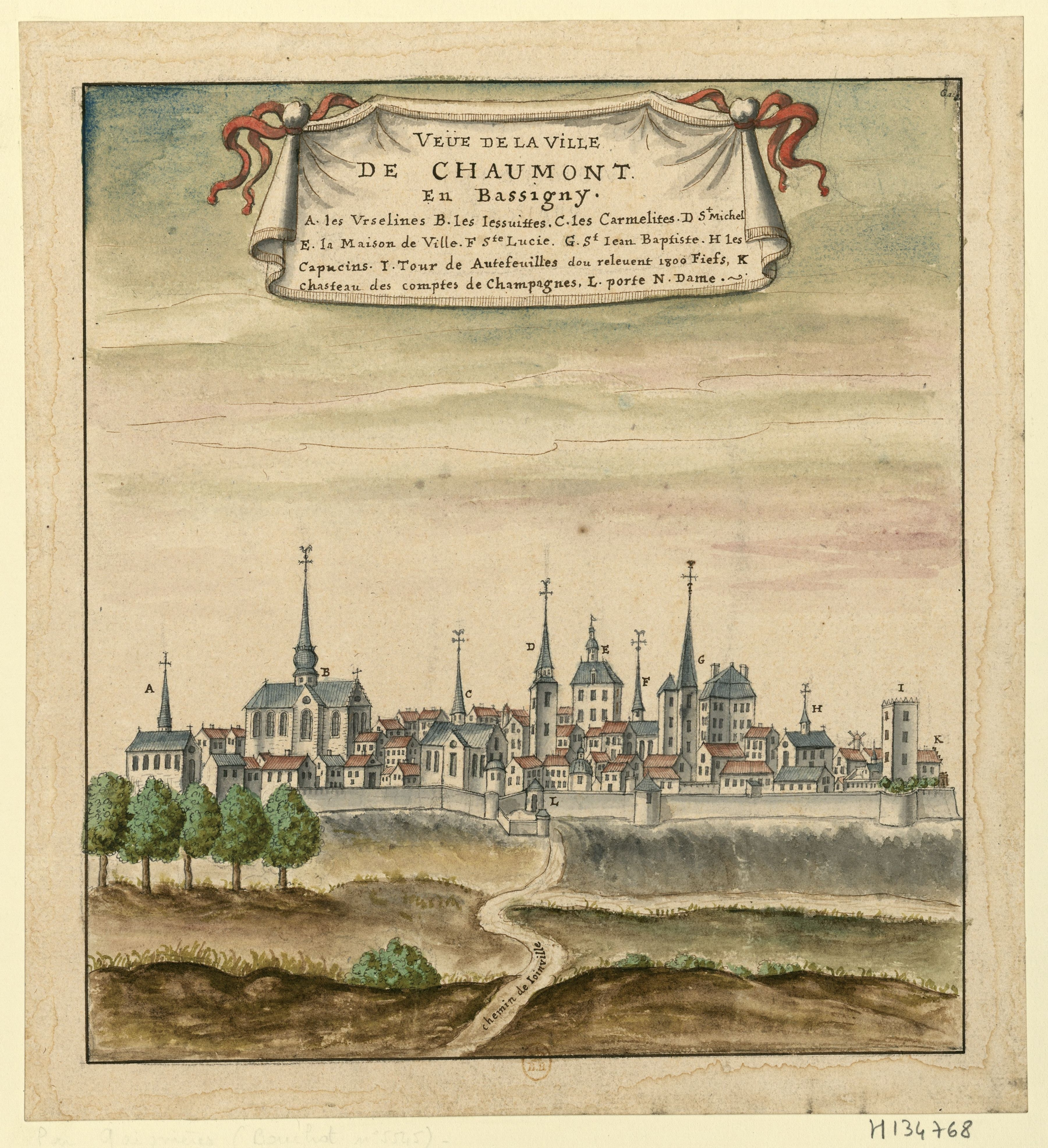
Vista da cidade de Chaumont-en-Bassigny (cerca de 1700).

No início do século XVI, Chaumont recebeu a visita de [[Francisco I de França|Francisco Predefinição:Ier]], que visitou as fortificações, e constatou a échevinage (tipo de municipalidade) instaurada em 1469.

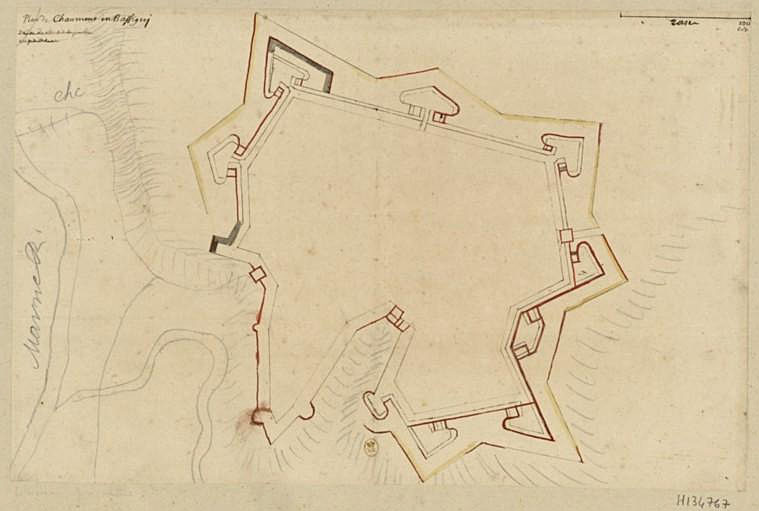
Plano de fortificações.

A cidade assume uma maior extensão no século XVI. Ela experimentou as guerras de religião, começando com o Massacre de Vassy de várias dezenas de protestantes pelo duque Francisco de Guise. O Édito de Nantes, assinado por Henrique IV, marcou o fim das guerras e reforçou por escrito o estatuto do município chaumontais. No entanto, as ricas e poderosas pessoas não aceitam realmente o poder reforçado dos eleitos, porque eles não compartilhavam, necessariamente, o ponto de vista da gestão da cidade.
Um pouco antes do meio do século XVII, a peste causou estragos em Chaumont, os artesãos e os camponeses de fora morriam às centenas, as portas de Chaumont estando fechadas. Luís XIII e Richelieu visitaram a cidade por alguns anos.
Quando Luís XIV tornou-se rei, todos os poderes delegados às cidades foram gradualmente removidos, inclusive aqueles concedidos a Chaumont. Em 1685, o Édito de Nantes foi revogado pelo rei, aprovado pelos senhores de Chaumont.
No século XVIII, sob o reinado de Luís XV, um jovem escultor se fez famoso favoravelmente, é Edmé Bouchardon (1698-1762). Em 1790, Chaumont é considerado capital de pleno direito, cidade central do departamento do Alto Marne recentemente criado.

### De 1814 a 1945

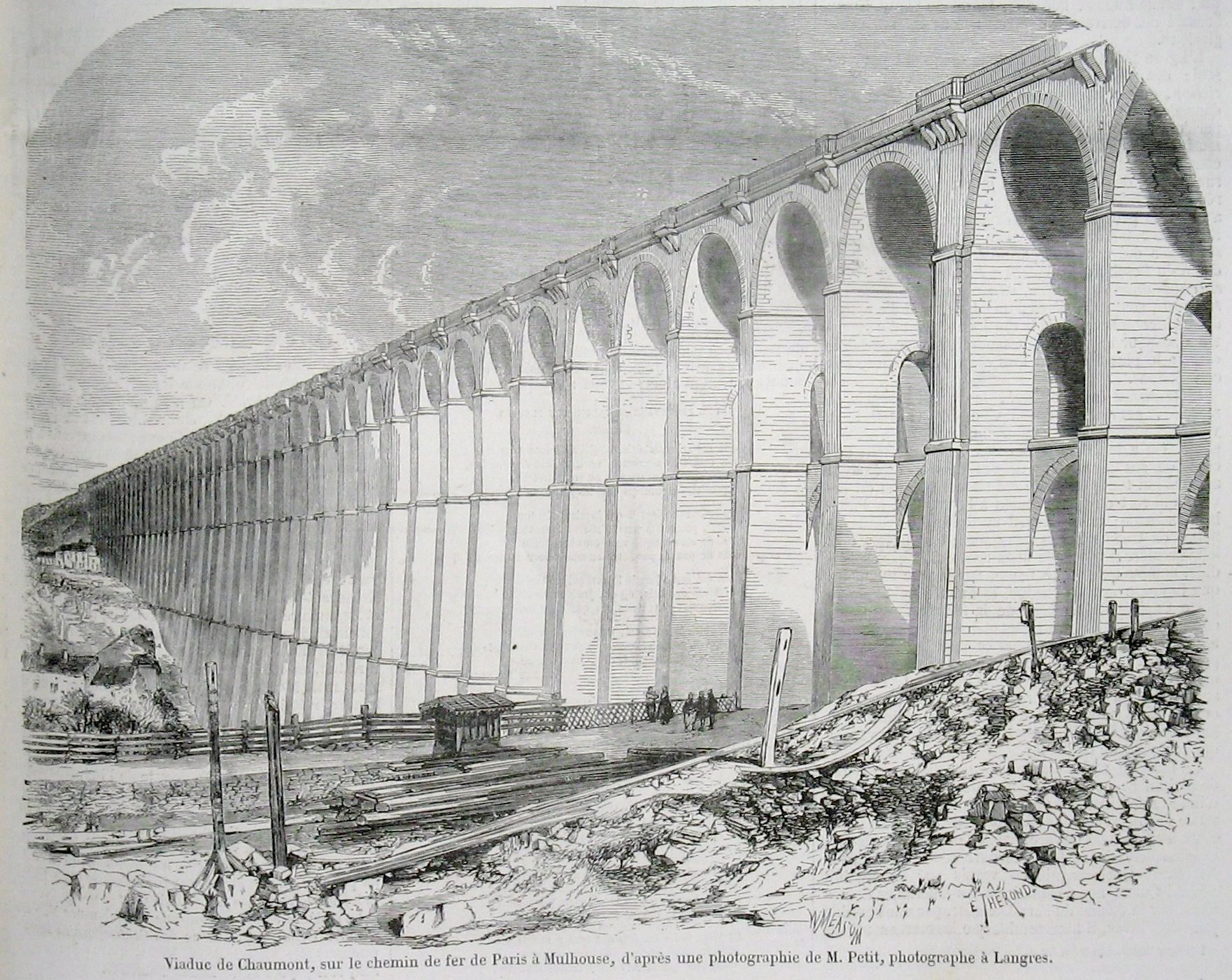
O viaduto (1857).

Chaumont foi ocupada em 1814 por tropas aliadas, que assinaram secretamente o Tratado de Chaumont em 9 de março de 1814. Esse tratado previu uma aliança defensiva de 20 anos entre a (Grã-Bretanha, a Rússia, a Prússia e a Áustria). Um ano mais tarde, o Pacto de Chaumont reuniu os mesmos signatários e teve como objetivo lutar contra uma nova revolução na França.
Chaumont conheceu um rápido crescimento industrial e econômico no século XIX com especialmente as fábricas de luvas, camisas, cortinas, etc, Uma verdadeira revolução nos transporte acontece : os canais são criados, ferrovias construídas, o viaduto foi construído (1856).
A cidade é ocupada em 1871 pelas tropas prussianas durante a guerra franco-alemã (julho de 1870 – maio de 1871).
Durante a Primeira Guerra Mundial (1914-1918), o presidente dos Estados Unidos Wilson e suas tropas desembarcaram na França. O quartel-general das forças expedicionárias do general Pershing é instalado em Chaumont, em setembro de 1917, no Val des Escholiers. Durante a Segunda Guerra Mundial, Chaumont, foi ocupada de junho de 1940 a 13 de setembro de 1944. Ela é libertada pelas tropas do general Patton. Depois de 1946, a população havia crescido para 16 000 habitantes.

### Desde 1945
Em 1951, no quadro da OTAN, os Estados Unidos começaram a construção de uma base aérea que vai ser ocupada pela Força Aérea americana até o ano de 1967, data da retirada da França da OTAN. O 61o regimento de artilharia tem hoje seus quartéis nesta base.
A mais antiga das escolas de gendarmaria da França foi criada em 1945 em Chaumont. Três anos mais tarde, ela é instalado no quartel de Damrémont onde estavam hospedadas as tropas americanas de Pershing.
Durante o último terço do século XX e a primeira década do século XXI, a população de Chaumont estagnou e depois diminui : a perda da vitalidade económica do Haute-Marne, a baixa demográfica, a falta de indústrias estruturantes, a falência ou a deslocalização de algumas sociedades chaumontaises como Nordénia, Capdeville, SIHM, etc., marcam o declínio relativo da cidade. Os poderes públicas estão tentando acabar com esse declínio garantindo a manutenção no território da cidade da Escola da polícia e do regimento de artilharia, e pela construção de uma zona econômica em Croix Coquillon, concebido para complementar as zonas artesanais da Vendue e da Dame Huguenotte.

## Geminação
Chaumont é geminada com :
- Bad Nauheim (Alemanha) ;
- San (Mali) ;
- Oostkamp (Bélgica) ;
- Baillif (França)

Além disso, a comuna de Chaumont assinou um acordo com Ashton-under-Lyne (Reino Unido), em 1956, um contrato de cooperação nos domínios cultural, esportivo e formação ; e com Ivrea (Itália), em 1983, no domínio cultural.

## População e sociedade

### Escola de polícia
A cidade é o lar da mais antiga escola de polícia. Fundada em 1945, é o antigo quartel-general do general Pershing. Ele pode acomodar até sete empresas de instrução (840 alunos) ao mesmo tempo.

### Esporte
- O FC Chaumont (CFA 2), o clube de futebol que passou 16 temporadas na segunda divisão, sob o nome de E. C. A. C.
- O Chaumont Volley-Ball 52, clube de voleibol evoluindo na Ligue A. O clube tornou-se campeão de França da Ligue A durante a temporada de 2016-2017.
- Os Tomb raiders, clube de hóquei.
- O E. C. A. C. Chaumont rugby club, evoluindo na 2 ª série da Borgonha

## Economia

### As empresas e lojas
Em sua qualidade de prefeitura do departamento, Chaumont é uma cidade centrada no setor terciário, com a presença de funcionários das administrações nacionais e locais, militares (regimento de artilharia, escola de polícia), professores, funcionários de empresas de seguros ou sociedades de benefícios mútuos, etc. O estabelecimento mais importante, em termos de funcionários é o hospital (cerca de 850 pessoas).
Até meados do século XX, Chaumont tinha uma indústria de luvas globalmente reconhecida.
A empresa Vicat tem uma unidade para a produção de concreto.

## Cultura e patrimônio

### Lugares e monumentos
O Jardim de Agathe Roullot - a família Roullot tinha uma pedreira que foi inaugurada e dedicada ao abastecimento do canteiro de obras do viaduto construído em 1855 e 1856. Um século mais tarde, a família deu à cidade vinte hectares, nos quais foram construídas as torres do Cavalier (um bairro da periferia do centro da cidade). Feu Mademoiselle Roullot, último do nome e conhecido em Chaumont por ser professor de inglês, residia neste local. É sobre este grande terreno, onde também tinha o seu próprio jardim ao lado de sua casa, que se situa agora o jardim público que leva seu nome e que foi dirigido por Pascale Jacotot, paisagista de Dijon.

### Personalidades ligadas à comuna
Com relação às pessoas nascidas em Chaumont :

#### Figuras políticas
- Louise Michel (1830-1905), anarquista e figura da Comuna de Paris.
- Christian Pineau (1904-1995), resistente e político, co-signatário do Tratado de Roma, nascido em Chaumont.

#### Outras personalidades
Classificação em ordem cronológica do ano de nascimento
- Jean-Baptiste Bouchardon (1667-1742) : pai de Edmé e de Jacques-Philippe Bouchardon, arquiteto e escultor
- Edmé Bouchardon (1698-1762) : escultor e desenhista
- Isidore Nicolas Victor Bablon (1838-1910) inventor do regulador a gás
- André Blondel (1863-1938) : físico
- Jean Vilnet (1922-2013) : bispo de Saint-Dié depois bispo de Lille
- Lucie Décosse (1981) : judoca, campeã olímpica 2012, tripla campeã do mundo, quádrupla campeã da Europa